# Radio Carve
Radio Carve es una emisora de radio de Montevideo y una de las pioneras en Uruguay. Cuenta con una amplia programación periodística, informativa y rural. Forma parte de la Sociedad Anónima de Radioemisoras del Plata, junto con Radio Monte Carlo, Radio Cero y Carve Deportiva.

## Historia
Fue fundada el 12 de octubre de 1928, por el radio-aficionado alemán Karl Kärbe, que al instalarse en suelo uruguayo castellanizó su nombre y apellido por el de Carlos Carve, y con ese apellido dio nombre a su radio. Emite en la frecuencia de 850 KHZ y 50 kW de potencia lo que hace que pueda ser sintonizada en zonas de Argentina y el sur del Brasil.
Comenzó con un pequeño estudio en la calle Solís Grande 912, en el barrio Capurro, de Montevideo.
Al poco tiempo de su creación, cuatro jóvenes entre ellos, Roberto Fontaina, su hermano Raúl, Juan Enrique De Feo y Jaime Farell, se acercaron a la radio con fines de tener un programa, al que denominaron El Diario Oral. 
Con el tiempo, estos cuatro jóvenes fueron expandiendo su actividad, y en 1931 le propusieron a Carlos Carve la compra de la emisora, a la cual el propietario aceptó. Radio Carve de alguna forma sería el puntapié inicial en la conformación del Grupo Fontaina - De Feo. Como homenaje al fundador de la radio, decidieron no cambiarle la denominación, y así sigue hasta el día de hoy. 
Durante la Segunda Guerra Mundial, cooperaba de cerca con la Oficina del Coordinador de Asuntos Interamericanos, un organismo de propaganda estadounidense dirigido por Nelson Rockefeller. Radio Carve sirvió como una plataforma para la diseminación de propaganda dirigida contra el gobierno militar argentino (1943-1946) y luego gobierno peronista.
En el año 1943, a cargo de los propietarios de la Sociedad Anónima de Radioemisoras del Plata se llevó a cabo en el Palacio Díaz, sede de la histórica fonoplatea de Carve, la primera transmisión televisiva en el Uruguay. Posteriormente en 1959 junto con la Asociación de Broadcasters Uruguayos se crearía Canal 10. Es por esto que Carve y Canal 10 a pesar de ser medios sumamente relacionados empresarialmente, tras varios años nunca hubo una simultáneidad o emisiones en conjunto. Ya que la Asociación de Broadcasters Uruguayos estaba integrada por otras radioemisoras del país, y por ende Canal 10 al haber sido creado por dicha organización, también había sido creado por  todas esas emisoras. 
Ente los años 1950 e 2006 emitió de forma ininterrumpida el programa "Sempre en Galicia" que repasaba la actualidad de Galicia y de la colectividad gallega en el Río de la Plata. Gracias a la amistad entre De Feo y Manuel Meilán, la emisora albergó el programa, que durante mucho tiempo fue la única emisión de radio en gallego. El programa, presentado por Meilán hasta su muerte en 1994, permitió que por los micrófonos de Radio Carve pasaran importantes referentes de la cultura gallega como Otero Pedrayo, García-Sabell, Méndez Ferrín, Fernández del Riego, Filgueira Valverde, Ramón Piñeiro, Paz Andrade, Suárez Picallo, María Casares, Alonso Ríos, así como varios Presidentes de Galicia como Fraga Iribarne.
En el año 2005 sufrió una severa crisis económica que tuvo como resultado que los empleados quitaran la radio del aire en protesta por consecuentes atrasos en los pagos de salarios.
Fue propiedad de la familia Fontaina-De Feo hasta el año 2013, cuando fue adquirida por el Ingeniero Agrónomo Martín Olaverry y el empresario Milton Duhalde.
A mediados del año 2020 dejaron sus estudios históricos ubicados en la calle Mercedes 973 para mudarse a la casa donde nació el poeta Juan Zorrila de San Martín, y que también fuera sede de Radio El Espectador

## Programación
Siendo una de las primeras emisoras en instalarse en el país fue pionera en sus propuestas y referente entre las décadas de 1940 y 1990. Entre sus programas más recordados se encuentran "Caravana" de Homero Rodríguez Tabeira, "Frade en Carve" de Julio Frade, "Fútbol por Muñoz" de Carlos Muñoz y "El Grande del Mediodía", informativo central, además de ser la primera radio en emitir en vivo radionovelas con fonoplatea. Históricamente, su fonoplatea se encontraba sobre el Palacio Díaz, lugar donde en 1943 se inaugurarían las emisiones experimentales de la Sociedad Anónima de Emisión de Televisión y Anexos. 
En la actualidad cuenta con programación informativa, periodística enfocada en la actualidad pero también en el campo y el agro. Cuenta con diversa programación cultural y musical, como también de entretenimiento.
Su grilla está integrada por programas como "Entre mates y otras yerbas", "Así nos va", "Valor Agregado", "Con buen gusto", "Canto y Fogón", "Entre mates y guitarras", "Nuestro Canto", los informativos generales y necrológicos y la transmisión de los sorteos del 5 de Oro, entre otros.

## Servicio informativo
El servicio informativo de Radio Carve es el Informativo Carve. Cuenta con tres ediciones diarias de lunes a viernes, dos los sábados y una los domingos. Incluye también la retransmisión de Subrayado Central. 
- Informativo Carve de la mañana (retransmitido por Canal 10 y Radio Cero) Conducción: Miguel Nogueira, Nicolás Lussich y Patricia Martín

- Informativo Carve del Mediodía Conducción: Alejandro Acle y Juan Andrés Elhordoy

- Informativo Carve de Cierre Conducción: Alejandro Acle y Juan Andrés Elhordoy

- Edición Central de Subrayado (retransmitido por Canal 10 y Radio Cero) Conducción: Carolina García

- Informativo Carve Fín de Semana Conducción: Rosario Lema, Sherezade Errico y Héctor Luna